# Tạ Ngọc Tấn
Giáo sư, Tiến sĩ Tạ Ngọc Tấn sinh ngày 01 tháng 01 năm 1954 tại làng Phú Hậu, xã Thụy Vân, thành phố Việt Trì, tỉnh Phú Thọ, trong mộ gia đình nông dân có truyền thống hiếu học. Ông còn có các bút danh: Tạ Tấn, Việt Giang, Thụy Vân, Trường Lưu, Linh Sơn, Nam Sơn, Duy Sơn, Nam Sơn Ký Giả… Ông hiện là Phó Chủ tịch thường trực Hội đồng Lý luận Trung ương Đảng Cộng sản Việt Nam.

## Tiểu sử
Ông là Ủy viên Ban Chấp hàng Trung ương Đảng Cộng sản Việt Nam khóa X, XI, Đại biểu Quốc hội khóa XII, đã kinh qua các chức vụ:
-        Phó Trưởng khoa thường trực, Bí thư chi bộ Khoa Báo chí Trường Đại học Tuyên giáo, nay là Học viện Báo chí và Tuyên truyền từ tháng 1-1991 đến tháng 12-1996, (Trưởng khoa danh dự là nhà báo Hữu Thọ);
-        Phó Giám đốc Học viện Báo chí và Tuyên truyền từ tháng 1-1997 đến tháng 5 -2002;
-        Giám đốc, Bí thư Đảng ủy Học viện Báo chí và Tuyên truyền từ tháng 6-2002 đến tháng 6-2006;
-        Tổng biên tập, Bí thư Đảng ủy Tạp chí Cộng sản từ  tháng 7-2006 đến tháng 3-2011;
-        Giám đốc, Bí thư Đảng ủy Học viện Chính trị quốc gia Hồ Chí Minh từ tháng 4-2011 đến tháng 4-2016;
-        Phó Chủ tịch chuyên trách Hội đồng Lý luận Trung ương từ tháng 5-2016 đến nay.
-        Trong thời gian từ 1995 đến cuối năm 2011, ông liên tục tham gia Ban chấp hành Trung ương Hội Nhà báo Việt Nam, đã là Ủy viên Ban Thường vụ, Ủy viên Đảng đoàn, Phó Chủ tịch Hội Nhà báo Việt Nam, kiêm nhiệm Trưởng Ban nghiệp vụ, Giám đốc Trung tâm Bổi dưỡng Nghiệp vụ báo chí của Hội.

## Sự nghiệp
Tháng 5 năm 1972, khi đang là sinh viên Khoa Ngữ - Văn Trường Đại học Tổng hợp Hà Nội, Tạ Ngọc Tấn viết đơn tình nguyện ra nhập Quân đội Nhân dân Việt Nam, phục vụ tại tiểu đoàn 169, Trung  đoàn 276 – đơn vị tên lửa phòng không trực thuộc Sư đoàn 361- Sư đoàn Phòng không Hà Nội. Cuối năm 1974, theo đề nghị của báo Quân đội nhân dân, ông được Tổng cục Chính trị Quân đội Nhân dân Việt Nam gửi đi đào tạo biệt phái đại học báo chí tại Trường Tuyên huấn Trung ương (nay là Học viện Báo chí và Tuyên truyền). Tháng 6-1979, ông tốt nghiệp đại học báo chí loại xuất sắc và được phong quân hàm Thiếu úy. Theo thỏa thuận giữa Tổng cục Chính trị và Ban Tuyên giáo Trung ương (Cơ quan phụ trách của Trường Tuyên huấn trung ương lúc đó), ông được chuyển ngành về làm cán bộ nghiên cứu, giảng dạy của Khoa Báo chí, Trường Tuyên huấn Trung ương.
Trong thời giam làm việc tại Trường Tuyên huấn Trung ương, ông đã theo học tại chức tại Trường Đại học Tổng hợp Hà Nội để có bằng cử nhân ngành Ngữ - Văn năm 1984.
Năm 1986, ông đi học nghiên cứu sinh tại Viện hàn lâm Khoa học xã hội trực thuộc Ban chấp hành Trung ương Đảng cộng sản Liên Xô. Năm 1990, ông bảo vệ thành công luận án và nhận bằng Phó tiến sĩ chuyên ngành Truyền thông đại chúng. Từ Liên Xô trở về, ông tiếp tục làm cán bộ nghiên cứu giảng dạy tại Học viện Báo chí và Tuyên truyền cho đến tháng 6-2006.
Tại Đại hội Đại biểu toàn quốc lần thứ 10 Đảng Cộng sản Việt Nam, tháng 4-2006, ông được bầu vào Ban Chấp hành Trung ương. Tháng 7-2006, ông được bổ nhiệm làm Tổng Biên tập Tạp chí Cộng sản. Năm 2007, ông trở thành đại biểu quốc hội tỉnh Thái Bình.
Tại Đại hội Đại biểu toàn quốc lần thứ 11 Đảng Cộng sản Việt Nam, tháng 1-2011, ông tiếp tục được bầu vào Ban Chấp hành Trung ương. Tháng 4-2011, ông được bổ nhiệm giữ chức Giám đốc Học viện Chính trị - Hành chính quốc gia Hồ Chí Minh (từ năm 2014 là Học viện Chính trị quốc gia Hồ Chí Minh). Sau Đại hội 12, ông thôi không tham gia Ban chấp hành Trung ương, được Ban Bí thư Trung ương điều động làm Phó Chủ tịch Hội đồng Lý luận trung ương.
Ông được Nhà nước phong học hàm Phó giáo sư ngành văn hóa năm 1997 và học hàm Giáo sư ngành văn hóa năm 2009.
Các lĩnh vực nghiên cứu chính là báo chí và truyền thông, lý luận chính trị và văn hóa. Ngoài ra, ông còn giữ chuyên mục thường xuyên cho một số tờ  báo, tạp chí.
Ông là người có nhiều đóng góp cho công tác đào tạo, bồi dưỡng người làm báo ở Việt Nam nói chung, cũng như xây dựng bộ máy tổ chức, nhân sự, phát triển chuyên môn, mở ra các mã ngành đào tạo mới ở bậc đại học, chủ trì xây dựng chương trình và tổ chức đào tạo cao học, tiến sĩ ngành báo chí của Học viện Báo chí và Tuyên truyền và ở Trung tâm Bồi dưỡng Nghiệp vụ báo chí thuộc Hội Nhà báo Việt Nam; là người khởi xướng và tổ chức thực hiện chuyên san "Hồ sơ sự kiện" của Tạp chí Cộng sản;. Trong thời gian làm Giám đốc Học viện Chính trị quốc gia Hồ Chí Minh, ông có những đóng góp nhất định cho công tác đào tạo, bồi dưỡng đội ngũ cán bộ lãnh đạo, quản lý cao cấp của Đảng, Nhà nước.

## Tác phẩm
| STT | Tên sách                                                                                        | Địa điểm, năm xb | Nhà xuất bản                                 |
| 1   | Cơ sở lý luận báo chí (giáo trình) - Chủ biên                                                   | HN,1992          | NXB Văn hóa - Thông tin – tái bản nhiều lần  |
| 2   | Tác phẩm báo chí tập 1 (giáo trình) - Chủ biên                                                  | HN,1995          | NXB Giáo dục – tái bản nhiều lần             |
| 3   | Hồ Chí Minh về báo chí (sách kinh điển) - người biên soạn                                       | HN,1995          | Cục xuất bản, NXB Chính trị quốc gia tái bản |
| 4   | Từ lý luận đến thực tiễn báo chí (tuyển các bài báo) - Tác giả                                  | HN,1999          | NXB Văn hóa - Thông tin                      |
| 5   | Tiểu phẩm báo chí Hồ Chí Minh (Chuyên khảo) - Tác giả                                           | HN,2000          | NXB Văn hóa – tái bản năm 2009               |
| 6   | Truyền thông đại chúng trong công tác lãnh đạo quản lý (Giáo trình) - đồng tác giả              | HN,2000          | NXB Chính trị quốc gia                       |
| 7   | Tìm hiểu tư tưởng Hồ Chí Minh về báo chí – Chủ biên                                             | HN,2003          | NXB Chính trị quốc gia                       |
| 8   | Truyền thông đại chúng (giáo trình) - Tác giả                                                   | HN,2005          | NXB Chính trị quốc gia – tái bản nhiều lần   |
| 9   | Tác phẩm ký Lưu Quý Kỳ (Chuyên khảo) – Tác giả                                                  | HN,2005          | Hội Nhà báo Việt Nam                         |
| 10  | Những nẻo đường hành hương (Tập bút ký) – Tác giả                                               | HN,2005          | NXB Văn học                                  |
| 11  | Cẩm nang chùa Việt Nam – Chủ biên                                                               | HN,2010          | NXB Tôn giáo                                 |
| 12  | Xu hướng biến đổi cơ cấu xã hội Việt Nam (chuyên khảo) – Chủ biên                               | HN,2013          | NXB Chính trị quốc gia                       |
| 13  | Góp phần nghiên cứu một số vấn đề phát triển của Việt Nam (tuyển các bài báo) – Tác giả         | HN,2012          | NXB Chính trị quốc gia                       |
| 14  | Chuông làng báo (tiểu phẩm báo chí) – Tác giả (lấy tên Nam Sơn Ký Giả)                          | HN,2014          | NXB Văn học                                  |
| 15  | Tín ngưỡng thờ cúng Hùng Vương ở Việt Nam – Chủ biên                                            | HN,2015          | NXB Lý luận chính trị                        |
| 16  | Chủ nghĩa xã hội ở Việt nam: Những vấn đề lý luận từ công cuộc đổi mới (chuyên khảo) – Chủ biên | HN,2015          | NXB Lý luận chính trị                        |
| 17  | An ninh phi truyền thống: Những vấn đề lý luận và thực tiễn – Đồng chủ biên                     | HN,2015          | NXB Lý luận chính trị                        |
| 18  | Từ điển Hồ Chí Minh học – Chủ biên                                                              | HN,2017          | NXB Chính trị quốc gia Sự thật               |
|     | Và một số sách khác                                                                             |                  |                                              |

Những bài báo khoa học tiêu biểu:
| STT | Tên bài báo | Số hiệu, thời gian                   | Tên tạp chí |
| 1   | Báo chí Mỹ trong đời sống chính trị xã hội | Số 3-1993                            | Tạp chí Cộng sản                                                                                                   |
| 2   | Báo chí Liên Xô và những đảo lộn chính trị năm 1991 | Số 471 (3-1995)                      | Tạp chí Cộng sản                                                                                                   |
| 3   | Một số vấn đề về quản lý các báo in ở Pháp | Số 3+4- 1996                         | Tạp chí Nghiên cứu châu Âu                                                                                         |
| 4   | Sự tráo trở của thông tin báo chí trong sự kiện Chi-Lê năm 1973 | Số 5 (5-1997)                        | Tạp chí Nghiên cứu lý luận                                                                                         |
| 5   | Mặt sau của bức tranh toàn cầu hóa thông tin đại chúng | Số 8, (4-1998)                       | Tạp chí Cộng sản                                                                                                   |
| 6   | Văn hóa dưới sức ép của sự toàn cầu hóa truyền thông đại chúng | Số 1(32)-/ 1999                      | Tạp chí Sinh hoạt lý luận                                                                                          |
| 7   | Lưu Quý Kỳ - một đời cách mạng, một đời làm báo | Số2(3+4- 2000)                       | Tạp chí Báo chí & Tuyên truyền                                                                                     |
| 8   | 70 năm Đảng lãnh đạo báo chí với những vấn đề nóng bỏng tính thời sự | Số 12 (6-2000)                       | Tạp chí Cộng sản                                                                                                   |
| 9   | Truyền thông đại chúng - động lực phát triển của xã hội hiện đại | 4/2001                               | Tạp chí Người làm báo                                                                                              |
| 10  | Nhà báo Xuân Thủy – ngòi bút xoay vần thời thế | Số 1 và số 2 /2001                   | Tạp chí báo chí & Tuyên truyền                                                                                     |
| 11  | Sự phát triển của báo chí dước sức ép của công nghệ thông tin | Số 6 (11+12 -2004)                   | Tạp chí Báo chí &Tuyên truyền                                                                                      |
| 12  | Tư tưởng Hồ Chí Minh về báo chí cách mạng | Số 8(242) -2004                      | Tạp chí Văn hóa Nghệ thuật                                                                                         |
| 13  | Phát triển nền báo chí trước những yêu cầu mới của đất nước | Số 15 (8/2005)                       | Tạp chí Cộng sản                                                                                                   |
| 14  | Những bài học của một nền báo chí chiến đấu | Số 85 - 2005                         | Tạp chí Cộng sản điiện tử                                                                                          |
| 15  | Những bài học về xây dựng Đảng nhìn nhận dưới ánh sáng Cách mạng Tháng Mười Nga… | 10-2007                              | Tạp chí Cộng sản                                                                                                   |
| 16  | Góp thêm ý kiến về các giải pháp nhằm đổi mới công tác nghiên cứu, phát triển lý luận | 2007                                 | Tạp chí Cộng sản                                                                                                   |
| 17  | Từ tư tưởng giải phóng con người trong Tuyên ngôn của Đảng Cộng sản đến mô hình xã hội XHCN ở nước ta hiện nay | Số 784 (2-2008)                      | Tạp chí Cộng sản                                                                                                   |
| 18  | Xây dựng và phát triển đội ngũ trí thức Việt Nam ngang tầm với yêu cầu nhiệm vụ cách mạng trong giai đoạn mới | Số 791 (9-2008)                      | Tạp chí Cộng sản                                                                                                   |
| 19  | Khủng hoảng kinh tế toàn cầu từ góc nhìn lợi ích | Số 799 (5-2009)                      | Tạp chí Cộng sản                                                                                                   |
| 20  | Vê-nê-du-ê-la - những thách thức của cuộc cách mạng vẫn còn ở phía trước | Số 808 (2-2010)                      | Tạp chí Cộng sản                                                                                                   |
| 21  | Vấn đề văn hóa trong tư tưởng Hồ Chí Minh về phát triển đất nước | Số 811 (5-2010)                      | Tạp chí Lý luận chính trị                                                                                          |
| 22  | Tầm vóc và giá trị lịch sử của sự kiện Bác Hồ ra đi tìm đường cứu nước | 5-2011                               | Tạp chí Lịch sử Đảng                                                                                               |
| 23  | The globalization of mass media and its consequences | March 2012                           | Philosophy Volume 6, Number 1(21)                                                                                  |
| 24  | Tác phẩm tự chỉ trích và ý nghĩa to lớn đối với công tác xây dựng Đảng hiện nay | 5/2012                               | Tạp chí Lý luận chính trị                                                                                          |
| 25  | Đồng chí Võ Văn Kiệt – người học trò xuất sắc của Chủ tịch Hồ Chí Minh | 11-2012                              | Tạp chí Lịch sử Đảng                                                                                               |
| 26  | Đổi mới công tác lý luận của Đảng | 1-2013                               | Tạp chí Lý luận chính trị                                                                                          |
| 27  | Cuộc khủng hoảng tài chính – kinh tế toàn cầu và những vấn đề đặt ra từ thực tiễn Việt Nam (Báo cáo đề dẫn tại Hội thảo lý luận lần thứ nhất giữa Đảng Cộng sản Pháp và Đảng Cộng sản Việt Nam tổ chức tại Paris, Cộng hòa Pháp từ 31-10 đến 4-11-2012) | Số 5 (3-2013)                        | Tạp chí Kinh tế và Quản lý                                                                                         |
| 28  | Võ Nguyên Giáp - vị tướng, nhà lãnh đạo ở tầm cao chiến lược | 10-2013                              | Tạp chí Lịch sử Đảng                                                                                               |
| 29  | Những cống hiến xuất sắc của Đại tướng Nguyễn Chí Thanh đối với cách mạng Việt Nam | 1-2014                               | Tạp chí Lịch sử Đảng                                                                                               |
| 30  | Tổng Bí thư Trần Phú – người cộng sản kiên trung bất khuất, nhà lãnh đạo xuất sắc của Đảng | 5-2014                               | Tạp chí Lịch sử Đảng                                                                                               |
| 31  | 45 năm thực hiện Di chúc của Chủ tịch Hồ Chí Minh | Số 9-2014                            | Tạp chí Lịch sử Đảng                                                                                               |
| 32  | Thành tựu phát triển lý luận của Đảng về quyền con người trong thời kỳ đổi mới | Số 12-2014                           | Tạp chí Lý luận chính trị                                                                                          |
| 33  | Đổi mới công tác lý luận của Đảng | Số 1-2015                            | Tạp chí Lý luận chính trị                                                                                          |
| 34  | Những thành tựu lý luận của Đảng qua 85 năm lãnh đạo cách mạng Việt Nam | Số 3-2015                            | Tạp chí Cộng sản                                                                                                   |
| 35  | Một số vấn đề cơ bản về lãnh đạo | Số 5-2015                            | Thông tin khoa học Lý luận chính trị                                                                               |
| 36  | Đại thắng mùa xuân 1975 – một biểu tượng sáng ngời về chủ nghĩa anh hùng cách mạng và trí tuệ Việt Nam | Số 5-2015                            | Tạp chí Lịch sử Đảng                                                                                               |
| 37  | Tư tưởng Hồ Chí Minh – giá trị nhân văn và phát triển | Số 5-2015                            | Tạp chí Lý luận chính trị                                                                                          |
| 38  | Идейное наследие Хо Ши Мина и современность (п.3-9) | Санкт-Петербург 2015                 | Сборник статейб поготовлен и издан при поддежке СПБГУ                                                              |
| 39  | Cuộc đấu tranh chống suy thoái tư tưởng chính trị, đạo đức, lối sống trong cán bộ, đảng viên hiện nay | Số tháng 11-2015                     | Tạp chí Lý luận chính trị công an nhân dân                                                                         |
| 40  | Vận dụng sáng tạo học thuyết về chủ nghĩa xã hội vào công cuộc xây dựng và phát triển đất nước ta | Số 2-2016                            | Tạp chí Lý luận chính trị                                                                                          |
| 42  | Hoạt động truyền thông chính trị của báo chí Việt Nam: Kinh nghiệm và gợi mở | Đại học Tổng hợp Viên, CH Áo, 5-2016 | Hội thảo khoa học quốc tế: Sự phát triển truyền thông: Cơ hội và thách thức,                                       |
| 43  | Chủ nghĩa Mác – Lê nin không thể lỗi thời! | Số 1-2017                            | Tạp chí Lý luận chính trị                                                                                          |
| 44  | Đổi mới ở Việt Nam: Thành tựu, thách thức và định hướng phát triển | Số 4(17) 2016                        | Tạp chí Thông tin khoa học lý luận chính trị                                                                       |
| 45  | Công tác tư tưởng, lý luận của Đảng Cộng sản Việt Nam trong điều kiện hội nhập quốc tế | Số 891 (01-2017)                     | Tạp chí Cộng sản                                                                                                   |
| 46  | Nhà báo Trường Chinh:"dùng bút làm đòn chuyển xoay chế độ" | Số 2-2017 và Số 3-2017               | Tạp chí Lý luận chính trị & Tuyền thông                                                                            |
| 47  | Vấn đề đạo đức trong xây dựng Đảng hiện nay | Số 896 (6-2017)                      | Tạp chí Cộng sản                                                                                                   |
| 48  | Những sai lầm về nhận thức lý luận dẫn đến sự sụp đổ của mô hình chủ nghĩa xã hội hiện thực ở Liên bang Xô-viết | Số 900 (10-2017)                     | Tạp chí Cộng sản                                                                                                   |
| 49  | Huỳnh Thúc Kháng: "Thét Tiếng dân giữa kinh thành Huế" | Số 10/2017                           | Tạp chí Lý luận chính trị & Tuyền thông                                                                            |
| 50  | Nguyễn An Ninh: "Chuông rè kêu khắp đông tây" | Số 10 và số 11-2017                  | Tạp chí Người làm báo                                                                                              |
| 51  | Ngô Tất Tố: Cây cầu nối giữa báo chí với văn chương | 1+2/ 2018                            | Tạp chí Người làm báo                                                                                              |
| 52  | Từ tư tưởng của Các Mác về dân chủ đến xây dựng và hoàn thiện nền dân chủ xã hội chủ nghĩa ở Việt Nam | Số 907 (5-2018)                      | Tạp chí Cộng sản                                                                                                   |
| 53  | Truyền thông chính sách ở Việt Nam hiện nay - cơ hội và thách thức | Số 1+2/2019                          | Tạp chí Lý luận chính trị & Truyền thông                                                                           |
| 54  | India-Vietnam Relations: Highlighted by Ho Chi Minh’s Writings | 3-2019                               | Centre for Southeast Asian & Pacific Studies, Sri Venkateswara University, Tirupati, India: Conference Proceedings |
| 55  | Lại bàn về tự do báo chí | Số 6 và số 7-2019                    | Tạp chí Cộng sản                                                                                                   |
| 56  | Sương Nguyệt Anh – Đứng giữa trời xanh tiết chẳng rời | Số 9-2019                            | Tạp chí Lý luận chính trị & Truyền thông                                                                           |
| 57  | Mấy vấn đề về nhà nước pháp quyền xã hội chủ nghĩa | Số 1-2020                            | Tạp chí Lý luận chính trị & Truyền thông                                                                           |
| 58  | Xuất bản báo, tạp chí trên mạng – xu thế không thể đảo ngược | Số 4-2020                            | Tạp chí Lý luận chính trị & Truyền thông                                                                           |
| 59  | Học tập phong cách lãnh đạo Hồ Chí Minh | Số 5-2020                            | tạp chí Thông tin khoa học lý luận chính trị                                                                       |
|     | Và một số bài báo khác |                                      | |

## Nhận xét
- Việc Liên Xô dẫn tới sụp đổ: là do sai lầm đã "đưa một loạt những kẻ cơ hội, đặc biệt là Gorbachev lên vị trí cao nhất", và "thiếu dân chủ trong Đảng", ông phê phán ông Gorbachev là "kẻ phản bội Đảng, bán rẻ chế độ Xô - Viết vĩ đại".[2]